# Catalisi rotazionale

Funzionamento dell'ATP sintasi

La catalisi rotazionale è il meccanismo catalitico dell'enzima ATP sintasi nella sintesi di ATP. È stato proposto da Paul Boyer agli inizi degli anni ottanta e dimostrato sperimentalmente da Masasuke Yoshida e Kazuhiko Kinosita Jr nel 2002.
L'energia liberata nella catena respiratoria dal gradiente protonico transmembrana  viene utilizzata per indurre la rotazione delle subunità di ATP sintasi: l'energia meccanica così prodotta si traduce in un cambiamento conformazionale delle subunità stesse che determina i cicli di catalisi.
La scoperta del meccanismo rotazionale ha fatto seguito all'ipotesi chemiosmotica proposta da Peter D. Mitchell nel 1961, secondo la quale l'energia liberata dal gradiente protonico transmembrana  porterebbe alla sintesi di ATP tramite un accoppiamento conformazionale.

## Meccanismo
Il funzionamento è:
- La subunità polipeptidica F1 è direttamente responsabile della sintesi di ATP; è costituita da 3 subunità proteiche α e 3 subunità proteiche β, organizzate in dimeri α-β disposte come gli spicchi di un'arancia. Al centro vi è la subunità γ che si collega alla struttura della porzione Fo. Associate a F1 vi sono altre subunità, δ ed ε.
- La subunità polipeptidica Fo attraversa la membrana mitocondriale interna, nel caso degli eucarioti, o la membrana cellulare, nel caso dei procarioti. Essa costituisce il canale per il passaggio degli ioni H+ (o protoni), i quali forniscono l'energia necessaria alla sintesi di ATP.
- La porzione Fo è costituita da una subunità a, 2 subunità b e 10 subunità c organizzate queste ultime come un mazzetto di fiammiferi. Il passaggio dei protoni attraverso il canale creato dalle subunità c della Fo determina la rotazione della subunità γ che a sua volta provoca il cambiamento conformazionale contemporaneo dei 3 dimeri α-β e la sintesi di ATP.
- Sulla porzione F1 vi sono 3 siti attivi che catalizzano a turno la sintesi di ATP: uno di questi siti si trova in conformazione β-ATP (che lega ATP), un altro in β-ADP e l'ultimo sito in β-vuoto (incapace di legare ATP). La forza motrice protonica provoca la rotazione dell'asse centrale c che entra in contatto con le subunità β. Ciò causa una modifica conformazionale cooperativa in cui il sito β-ATP viene convertito in β-vuoto rilasciando ATP; quindi il sito β-vuoto passa in conformazione β-ADP che lega debolmente ADP e gruppo fosfato dal solvente e per ultimo il sito β-ADP viene convertito nella conformazione β-ATP a promuovere la condensazione di ADP e Pi.